# James Ransone
James " PJ " Finley Ransone III (Baltimore, 2 de junho de 1979) é um ator norte-americano. Ele é conhecido por seus papéis como Ziggy Sobotka na segunda temporada da série dramática The Wire, Josh Ray Person na minissérie de drama de guerra Generation Kill (2008), o deputado nos filmes de terror Sinister (2012) e Sinister 2 (2015), Chester em Tangerine (2015), Eddie Kaspbrak adulto em It Chapter Two (2019) e Max em The Black Phone (2021).

## Biografia
Ransone nasceu e foi criado em Baltimore, Maryland, filho de Joyce (nascida Peterson) e James Finley Ransone II, um veterano da Guerra do Vietnã. Ele foi educado no George Washington Carver Center for Arts and Technology em Towson, e frequentou a School of Visual Arts em Manhattan por um ano.

## Vida pessoal
O ator é casado com Jamie McPhee, com quem tem um filho.

## Carreira
Em 2002, Ransone co-estrelou o filme de Larry Clark, Ken Park, como Tate. Em 2003, ele apareceu em 12 episódios de The Wire, como Ziggy Sobotka. Ele teve um papel coadjuvante no filme de assalto Inside Man, de Spike Lee, como o assaltante Steve-O. Ele estrelou a minissérie Generation Kill de 2008 como Josh Ray Person. Em 2010, ele foi escalado para um papel recorrente na série de comédia da HBO How to Make It in America e, no ano seguinte, apareceu em um papel recorrente na série dramática da HBO Treme. Em 2012, ele estrelou o filme dramático Starlet.
Ransone então estrelou o filme de terror de 2012, Sinister. Em junho de 2014, Ransone se juntou ao elenco do filme de faroeste In a Valley of Violence. Também em 2014, Ransone estrelou em Small Engine Repair off-Broadway. Em 2015, ele teve um papel secundário no filme de comédia dramática Tangerine. Após o sucesso de Sinister, Ransone apareceu na sequência de 2015 Sinister 2, reprisando seu papel do primeiro filme, mas agora como o personagem principal.
Em 2019, Ransone interpretou Eddie Kaspbrak (compartilhando o papel com Jack Dylan Grazer) no filme de terror It: Chapter 2.

## Filmografia

### Filme
| Ano  | Título                                    | Papel                  | Notas |
| ---- | ----------------------------------------- | ---------------------- | ----- |
| 2001 | The American Astronaut                    | Bodysuit               |       |
| 2002 | Ken Park                                  | Tate                   |       |
| 2003 | Fan Mail                                  | Ricky                  | Curta |
| 2003 | Nola                                      | Neo-Gothboy            |       |
| 2004 | A Dirty Shame                             | Dave "Dingy Dave"      |       |
| 2004 | Downtown: A Street Tale                   | Billy                  |       |
| 2004 | Malachance                                | Mika                   |       |
| 2005 | The Good Humor Man                        | "Junebug"              |       |
| 2005 | Granted!                                  | Larry                  | Curta |
| 2006 | Inside Man                                | Darius Peltz / Steve-O |       |
| 2006 | Directions: The Plans Video Album         |                        |       |
| 2006 | Puccini for Beginners                     | Cara no Bistro         |       |
| 2008 | Prom Night                                | Detettive Nash         |       |
| 2009 | The Perfect Age of Rock 'n' Roll          | Chip Genson            |       |
| 2010 | The Next Three Days                       | Harvey "Harv"          |       |
| 2011 | The Lie                                   | "Weasel"               |       |
| 2011 | The Son of No One                         | Thomas Prudenti        |       |
| 2012 | Sinister                                  | Deputy So-and-So       |       |
| 2012 | Starlet                                   | Mikey                  |       |
| 2012 | Red Hook Summer                           | Kevin                  |       |
| 2013 | Broken City                               | Todd Lancaster         |       |
| 2013 | Empire State                              | Agent Nugent           |       |
| 2013 | The Man Who Came Out Only at Night        |                        | Curta |
| 2013 | Oldboy                                    | Dr. Tom Melby          |       |
| 2013 | Year of the Rat                           | Guy                    | Curta |
| 2014 | Electric Slide                            | Jan Phillips           |       |
| 2014 | False True Love                           |                        | Vídeo |
| 2014 | This American Life: One Night Only at BAM | David                  | Vídeo |
| 2014 | Fruits De Mer                             | George                 | Curta |
| 2014 | Cymbeline                                 | Philario               |       |
| 2014 | Kristy                                    | Scott                  |       |
| 2015 | Tangerine                                 | Chester                |       |
| 2015 | The Timber                                | Wyatt                  |       |
| 2015 | Bloomin Mud Shuffle                       | Lonnie                 |       |
| 2015 | Sinister 2                                | Ex-Deputy So-and-So    |       |
| 2015 | Mr. Right                                 | Von Cartigan           |       |
| 2015 | Conventional                              | Stu Mac 3              | Curta |
| 2016 | In a Valley of Violence                   | Deputy Gilly Martin    |       |
| 2016 | Light Up the Night                        | Joe                    | Curta |
| 2017 | It Happened in L.A.                       | Heath                  |       |
| 2017 | Gemini                                    | Stan                   |       |
| 2017 | The Clapper                               | Darth Guy              |       |
| 2017 | Cabiria, Charity, Chastity                | Anthony, The Strongman | Vídeo |
| 2018 | Family Blood                              | Christopher            |       |
| 2018 | Write When You Get Work                   | Steven Noble           |       |
| 2018 | Doulo                                     | Edwin                  | Curta |
| 2018 | Tough Love                                | Man                    | Curta |
| 2019 | Captive State                             | Patrick Ellison        |       |
| 2019 | It Chapter Two                            | Eddie Kaspbrak         |       |
| 2020 | What We Found                             | Steve Mohler           |       |
| 2021 | Small Engine Repair                       | P.J.                   |       |
| 2021 | The Black Phone                           | Max                    |       |
| 2023 | V/H/S/85                                  | Bobby                  |       |

### Televisão
| Ano  | Título                         | Papel                        | Notas                            |
| ---- | ------------------------------ | ---------------------------- | -------------------------------- |
| 2001 | Law & Order                    | Mark Dale                    | Episódio: "Deep Vote"            |
| 2002 | Third Watch                    | Frankie                      | 2 episódios                      |
| 2002 | Ed                             | Gary Morton                  | Episódio: "Power of the Person"  |
| 2003 | The Wire                       | Ziggy Sobotka                | 12 episódios                     |
| 2005 | CSI: Crime Scene Investigation | Zack Capola                  | Episódio: "Iced"                 |
| 2006 | Love Monkey                    | Glenn                        | Episódio: "The Window"           |
| 2006 | Law & Order                    | Michael Wayland              | Episódio: "Fame"                 |
| 2007 | Jericho                        | Daryl                        | Episódio: "A.K.A."               |
| 2008 | Generation Kill                | Corporal Josh Ray Person     | 7 episódios                      |
| 2010 | How to Make It in America      | Tim                          | 7 episodes                       |
| 2010 | Burn Notice                    | Dennis Wayne Barfield        | Episódio: "Eyes Open"            |
| 2011 | Hawaii Five-0                  | Johnny D. / Perry Hutchinson | Episódio: "Ne Me'e Laua Na Paio" |
| 2011 | Treme                          | Nick                         | 10 episódios                     |
| 2013 | Low Winter Sun                 | Damon Callis                 | Elenco principal                 |
| 2016 | Bosch                          | Eddie Arceneaux              | 8 episódios                      |
| 2018 | Mosaic                         | Michael O'Connor             | 6 episódios                      |
| 2018 | The First                      | Nick Fletcher                | Elenco principal                 |
| 2018 | Deadwax                        | Scotty                       | Episódio: "Part One"             |
| 2020 | 50 States of Fright            | Sebastian Klepner            | 2 episódios                      |
| 2020 | SEAL Team                      | Reiss Julian                 | 5 episódios                      |

### Teatro
| Ano  | Título              | Papel  | Local                 | Notas |
| ---- | ------------------- | ------ | --------------------- | ----- |
| 2013 | Small Engine Repair | Packie | Teatro Lucille Lortel |       |